# 어소시에이티드 일렉트리컬 인더스트리스
어소시에이티드 일렉트리컬 인더스트리스(Associated Electrical Industries, AEI)는 1928년에 브리티시 톰슨-휴스턴(British Thomson-Houston Company)과 메트로폴리탄-비커스(Metropolitan-Vickers) 전기 공학 회사의 합병으로 생긴 영국지주회사다. 1967년, AEI는 제너럴 일렉트릭에 의해 인수되어, 영국에서 가장 큰 전기 공학 회사가 되었다. 해당 과정에서 생긴 스캔들은 영국의 회계 실태를 바꾸는 데 중요한 역할을 했다고 알려져 있다.

## 주요 자회사
- 메트로폴리탄-비커스(Metropolitan-Vickers)
- 브리티시 톰슨-휴스턴(British Thomson-Houston Company)
- 퍼거슨, 페일린 & Co(Ferguson, Pailin & Co) : 스위치기어 회사
- 에디슨 스완(Edison Swan) : 조명, 라디오 밸브 회사
- 지멘스 브라더스 & Co(Siemens Brothers & Co) : 케이블, 전화 장비, 철도 신호기구 회사
- 핫포인트(Hotpoint) : 가전기구 회사
- W.T. 헨리(W.T. Henley) : 케이블, 절연체 및 저전압 스위치기어 회사
- 뉴턴 빅터(Newton Victor) : X-레이 기계 회사
- 선빅 컨트롤스(Sunvic Controls) : 난방 조절기 회사
- 벌렉(Birlec) : 산업용 전기 용광로 회사
- 인터네셔널 리프리제이터(International Regrigator Company)